# سربير (غافروبارمون)
سربیر (بالفارسية: سربیر) هي قرية تقع في إيران في هرمزغان. يقدر عدد سكانها بـ 81 نسمة بحسب إحصاء 2016.